# Zelše
Zelše so gručasto naselje v Občini Cerknica. Ležijo ob severozahodnem robu Cerkniškega polja ob cesti Podskrajnik - Rakov Škocjan. Vzhodno od naselja je del cerkniške industrijske cone, južno pa na nizki vzpetini stoji renesančna cerkev sv. Volbenka, v kateri so zaradi izjemne akustike komorni koncerti.
V Rakovem Škocjanu iz Zelških jam priteka na površje ponikalnica Rak.

## Prebivalstvo
Etnična sestava 1991:
- Slovenci: 79 (97,5 %)
- Hrvati: 1 (1,2 %)
- Črnogorci: